# Kaizer Chiefs FC
Kaizer Chiefs Football Club – południowoafrykański klub piłkarski założony 7 stycznia 1970 w Soweto, występujący obecnie w Castle Premiership. Więcej tytułów mistrzowskich zdobyła jedynie drużyna Mamelodi Sundowns, a tyle samo lokalni rywale Kaizer – Orlando Pirates.

## Miejsca w ABSA Premiership
- 2019/2020 – 2. miejsce
- 2018/2019 – 9. miejsce
- 2017/2018 – 3. miejsce
- 2016/2017 – 4. miejsce
- 2015/2016 – 5. miejsce
- 2014/2015 – 1. miejsce
- 2013/2014 – 2. miejsce
- 2012/2013 – 1. miejsce
- 2011/2012 – 5. miejsce
- 2010/2011 – 3. miejsce
- 2009/2010 – 3. miejsce
- 2008/2009 – 3. miejsce
- 2007/2008 – 6. miejsce
- 2006/2007 – 9. miejsce
- 2005/2006 – 3. miejsce
- 2004/2005 – 1. miejsce
- 2003/2004 – 1. miejsce
- 2002/2003 – 6. miejsce
- 2001/2002 – 9. miejsce
- 2000/2001 – 2. miejsce
- 1999/2000 – 3. miejsce
- 1998/1999 – 2. miejsce
- 1997/1998 – 2. miejsce
- 1996/1997 – 2. miejsce

## Zawodnicy kluby

### Skład na sezon 2020/2021
Stan na 28 stycznia 2021
| Nr | Poz. | Piłkarz              |
| -- | ---- | -------------------- |
| 1  | BR   | Brylon Petersen      |
| 2  | OB   | Ramahlwe Mphahlele   |
| 3  | OB   | Eric Mathoho         |
| 4  | OB   | Daniel Cardoso       |
| 5  | PO   | Anthony Akumu        |
| 6  | PO   | Kearyn Baccus        |
| 7  | NA   | Lazarous Kambole     |
| 8  | NA   | Leonardo Castro      |
| 9  | NA   | Samir Nurković       |
| 10 | PO   | Siphelele Ntshangase |
| 11 | NA   | Khama Billiat        |
| 18 | OB   | Kgotso Moleko        |
| 19 | OB   | Happy Mashiane       |
| 20 | OB   | Yagan Sasman         |
| 21 | PO   | Lebogang Manyama     |
| 22 | OB   | Philani Zulu         |

| Nr | Poz. | Piłkarz                |
| -- | ---- | ---------------------- |
| 25 | NA   | Bernard Parker         |
| 28 | NA   | Dumisani Zuma          |
| 30 | OB   | Siyabonga Ngezana      |
| 31 | PO   | Willard Katsande       |
| 32 | BR   | Itumeleng Khune ()     |
| 34 | BR   | Karabo Molefe          |
| 36 | OB   | Siphosakhe Ntiya-Ntiya |
| 37 | PO   | Nkosingiphile Ngcobo   |
| 39 | OB   | Reeve Frosler          |
| 40 | BR   | Daniel Akpeyi          |
| 43 | PO   | Darrel Matsheke        |
| 44 | BR   | Bruce Bvuma            |
| 45 | PO   | Njabulo Blom           |
| 46 | NA   | Keletso Sifama         |
| 47 | NA   | Lebohang Lesako        |

### Klubowi rekordziści
- Najwięcej występów: Doctor Khumalo – 497
- Najwięcej bramek: Marks Maponyane – 85
- Najwięcej powołań do kadry: Siphiwe Tshabalala – 91
- Najwięcej występów w jednym sezonie: Neil Tovey – 52 (1992)
- Najwięcej bramek w jednym sezonie (wszystkie rozgrywki): Collins Mbesuma – 35 (2004/2005)
- Rekordowe zwycięstwo: 9:1 przeciwko Manning Rangers (Coca-Cola Challenge – 23 marca 1996)
- Rekordowa porażka: 1:5 przeciwko AmaZulu FC (liga – 8 czerwca 1986), Orlando Pirates (liga – 3 listopada 1990)